# Altamira, Tapachula
Altamira är en ort i Mexiko.   Den ligger i kommunen Tapachula och delstaten Chiapas, i den sydöstra delen av landet, 900 km sydost om huvudstaden Mexico City. Altamira ligger 381 meter över havet och antalet invånare är 154.
Terrängen runt Altamira är kuperad åt nordost, men åt sydväst är den platt. Runt Altamira är det tätbefolkat, med 286 invånare per kvadratkilometer. Närmaste större samhälle är Tapachula, 14,7 km söder om Altamira. I omgivningarna runt Altamira växer huvudsakligen savannskog.